# Franklinothrips orizabensis
Franklinothrips orizabensis är en insektsart som beskrevs av Johansen 1974. Franklinothrips orizabensis ingår i släktet Franklinothrips, och familjen rovtripsar. Inga underarter finns listade.